# Aquidauanense Futebol Clube
O Aquidauanense Futebol Clube é um clube de futebol brasileiro sediado na cidade de Aquidauana, no estado de Mato Grosso do Sul. Sua fundação ocorreu em 10 de dezembro de 2001, inicialmente sob o nome de Escolinha de Futebol Aquidauanense.
No ano de 2007, o clube obteve promoção para a primeira divisão estadual. Quatro anos mais tarde, alcançou a final, conquistando o vice-campeonato ao ser derrotado pelo CENE. Ao longo de sua trajetória, repetiu a posição de vice-campeão em duas ocasiões adicionais e, em 2018, sagrou-se campeão da segunda divisão estadual.

## Títulos
| Estaduais                                       | Estaduais | Estaduais  | Estaduais |
| Competição                                      | Títulos   | Temporadas |           |
| ----------------------------------------------- | --------- | ---------- | --------- |
| Campeonato Sul-Mato-Grossense - Segunda Divisão | 1         | 2018       |           |